# Елизабет фон Труендинген
Елизабет фон Труендинген (на немски: Elisabeth von Truhendingen; † ок. 21 декември 1308) е графиня от Труендинген и чрез женитби графиня на Шлюселберг и Халс-Хайденбург (днес част от Пасау).

## Произход
Тя е най-малката дъщеря на граф Фридрих I фон Труендинген († 1274) и втората му съпруга Маргарета фон Андекс-Мерания († 1271), вдовица на маркграф Пршемисъл от Моравия († 1239), дъщеря на херцог Ото I от Мерания († 1234) и първата му съпруга пфалцграфиня Беатрис II Бургундска († 1231). Праправнучка е на император Фридрих Барбароса.

## Фамилия
Първи брак: с Бертхолд фон Шлюселберг († 1282), син на Еберхард II фон Шлюселберг († 3 май 1284). Те нямат деца.
Втори брак: на 5 юли 1282 г. с граф Алберт VI фон Халс-Хайденбург († 5 октомври 1305, Боген), вдовец на Аделхайд фон Ротенек († 1282) и Агнес фон Хиршберг, син на граф Алрам IV фон Халс († 19 януари 1246). Тя е третата му съпруга. Имат двама сина:
- Алберт VII фон Халс († 15 октомври 1333, Авиньон), граф на Халс, женен пр. 10 август 1304 г. за Удилхилд фон Цолерн († сл. 1349/1368), дъщеря на граф Фридрих I фон Цолерн-Шалксбург († 1302/1303) и Удилхилд фон Айхелберг († 1305)
- Алрам V фон Халс (* 1295; † 1305/1331, Мюнхен), граф на Халс, женен 1319 г. за Агнес фон Силезия-Глогов († 25 декември 1361), вдовица на херцог Ото III от Долна Бавария-Унгария († 1312), дъщеря на Хайнрих III Глоговски († 1309) и Матилда фон Брауншвайг († 1319)

## Галерия
- Герб на графовете фон Шлюселберг
- Герб на Графство Халс